# The High and the Mighty
The High and the Mighty is een Amerikaanse avonturenfilm uit 1954 onder regie van William A. Wellman.

## Verhaal
Wanneer een Amerikaans lijnvliegtuig op weg naar San Francisco ineens technische problemen krijgt, ontstaat er paniek aan boord. De copiloot Dan Roman moet de gemoederen bedaren en het toestel in veiligheid brengen.

## Rolverdeling
| Acteur                  | Personage      |
| ----------------------- | -------------- |
| John Wayne              | Dan Ramon      |
| Claire Trevor           | Mary Holst     |
| Laraine Day             | Lydia Rice     |
| Robert Stack            | John Sullivan  |
| Jan Sterling            | Sally McKee    |
| Phil Harris             | Ed Joseph      |
| Robert Newton           | Gustave Pardee |
| David Brian             | Ken Childs     |
| Paul Kelly              | Don Flaherty   |
| Sidney Blackmer         | Humphrey Agnew |
| Julie Bishop            | Lilian Pardee  |
| Pedro Gonzalez Gonzalez | Gonzales       |
| John Howard             | Howard Rice    |
| Wally Brown             | Lenny Wilby    |
| William Campbell        | Hobie Wheeler  |